# Carex chathamica
Carex chathamica är en halvgräsart som beskrevs av Donald Petrie. Carex chathamica ingår i släktet starrar, och familjen halvgräs.
Artens utbredningsområde är Chathamöarna. Inga underarter finns listade i Catalogue of Life.